# آلوارو جردن
 آلوارو جردن (انگلیسی: Álvaro Jordan؛ زاده ۸ ژانویهٔ ۱۹۶۲) یک تنیس‌باز اهل کلمبیا است.